# Pecny
Pecny (1334 m n. m., německy Backofenstein) je hora v pohoří Hrubý Jeseník. Je to první vrchol v hlavním hřebeni od jihu (tedy od sedla Skřítek); jižnější vrchol Pec (1311 m n. m.) je pouhým předvrcholem Pecnů. Na vrcholu Pecnů je výrazná svorová skála s pěkným výhledem na Šumpersko. Kolem vrcholu vede zelená turistická trasa ze Skřítku přes Ztracené kameny na Jelení studánku. Oblastí vrcholu Pecnů začíná náhorní rovina hřebene Hrubého Jeseníku, porostlá smilkovou holí, která se prakticky nepřerušeně táhne až do oblasti Pradědu.

## Název
V 50. letech 20. století nesla hora ve státních mapách název Pecný.